# مایل کوربوز
مایل کوربوز (انگلیسی: Mael Corboz؛ زادهٔ ۶ سپتامبر ۱۹۹۴) بازیکن فوتبال اهل ایالات متحده آمریکا است.
از باشگاه‌هایی که در آن بازی کرده است می‌توان به باشگاه فوتبال نیویورک رد بولز اشاره کرد.